# 尼科馬鎮區 (北達科他州卡弗利爾縣)
尼科馬鎮區（英語：Nekoma Township）是位於美國北達科他州卡弗利爾縣的一個鎮區。

## 地方資料
尼科馬鎮區的面積為92.25平方千米，當中陸地面積為91.04平方千米，而水域面積為1.20平方千米。根據2020年美國人口普查的數據，當地共有人口40人，而人口密度為每平方千米0.43人。